# Adesão de Montenegro à União Europeia
}}
A adesão de Montenegro à União Europeia está na atual agenda para o alargamento futuro da União Europeia.
A União de Estado da Sérvia e Montenegro iniciou o processo de adesão à União Europeia em novembro de 2005, aquando do início das negociações sobre um Acordo de Estabilização e Associação. Em maio de 2006, os montenegrinos votaram pela independência em referendo e, assim, dissolveu-se a União de Estado da Sérvia e Montenegro. A Sérvia continuou com as negociações existentes e Montenegro iniciou as negociações separadamente, em setembro de 2006. O acordo foi iniciado a 15 de março de 2007 e assinado oficialmente a 15 de outubro de 2007. Em 2010, a Comissão emitiu um parecer favorável sobre a candidatura de Montenegro, identificando sete prioridades que precisariam ser abordadas para o início das negociações e tendo o Conselho conferido o estatuto de candidato ao país. Em dezembro de 2011, o Conselho lançou o processo de adesão com vista à abertura de negociações em junho de 2012. As negociações de adesão com Montenegro tiveram início em 29 de junho de 2012. Com 31 capítulos abertos, o país goza de um apoio generalizado entre os membros da União Europeia e a adesão do país à União Europeia é considerada possível até 2025. Na sua avaliação de 2016 dos progressos da adesão, a Comissão Europeia identificou Montenegro como tendo o nível mais elevado de preparação para a adesão entre os Estados negociadores.
Montenegro recebe atualmente 507 milhões de euros de ajuda ao desenvolvimento até o ano de 2020 do Instrumento de Assistência de Pré-Adesão, um mecanismo de financiamento para os países candidatos à União Europeia.

## Progresso das negociações
| Capítulos do acervo                                                | Avaliação inicial da Comissão          | Início do processo | Conclusão do processo | Capítulo aberto | Capítulo encerrado |
| ------------------------------------------------------------------ | -------------------------------------- | ------------------ | --------------------- | --------------- | ------------------ |
| 1. Livre Circulação de Mercadorias                                 | São necessários esforços consideráveis | 14/01/2013         | 06/03/2013            | 20/06/2017      | –                  |
| 2. Livre Circulação de Trabalhadores                               | São necessários mais esforços          | 13/05/2013         | 07/06/2013            | 11/12/2017      | –                  |
| 3. Direito de Estabelecimento e Livre Prestação de Serviços        | São necessários mais esforços          | 23/10/2012         | 30/11/2012            | 11/12/207       | –                  |
| 4. Livre Circulação de Capitais                                    | São necessários mais esforços          | 18/01/2013         | 21/02/2013            | 24/06/2014      | –                  |
| 5. Contratos Públicos                                              | São necessários mais esforços          | 27/09/2012         | 19/11/2012            | 18/12/2013      | –                  |
| 6. Direito das Sociedades                                          | São necessários mais esforços          | 02/10/2012         | 22/11/2012            | 18/12/2013      | –                  |
| 7. Direito da Propriedade Intelectual                              | São necessários esforços consideráveis | 11/10/2012         | 22/11/2012            | 31/03/2014      | –                  |
| 8. Política de Concorrência                                        | São necessários mais esforços          | 03/10/2012         | 04/12/2012            | 30/06/2020      | –                  |
| 9. Serviços Financeiros                                            | São necessários mais esforços          | 17/04/2013         | 11/06/2013            | 22/06/2015      | –                  |
| 10. Sociedade da Informação e Meios de Comunicação Social          | São necessários mais esforços          | 06/12/2012         | 22/01/2013            | 31/03/2014      | –                  |
| 11. Agricultura e Desenvolvimento Rural                            | São necessários esforços consideráveis | 06/11/2012         | 13/12/2012            | 13/12/2016      | –                  |
| 12. Segurança dos Alimentos, Política Veterinária e Fitossanitária | São necessários esforços consideráveis | 15/10/2012         | 01/02/2013            | 30/06/2016      | –                  |
| 13. Pescas                                                         | São necessários esforços consideráveis | 14/03/2013         | 06/06/2013            | 30/06/2016      | –                  |
| 14. Política de Transportes                                        | São necessários mais esforços          | 22/04/2013         | 30/05/2013            | 21/12/2015      | –                  |
| 15. Energia                                                        | São necessários mais esforços          | 27/02/2013         | 11/04/2013            | 21/12/2015      | –                  |
| 16. Fiscalidade                                                    | Não são esperadas grandes dificuldades | 08/04/2013         | 30/04/2013            | 30/03/2015      | –                  |
| 17. Política Económica e Monetária                                 | São necessários mais esforços          | 11/01/2013         | 25/02/2013            | 25/06/2018      | –                  |
| 18. Estatísticas                                                   | São necessários esforços consideráveis | 03/06/2013         | 25/06/2013            | 16/12/2014      | –                  |
| 19. Política Social e Emprego                                      | São necessários esforços consideráveis | 23/01/2013         | 13/03/2013            | 13/12/2016      | –                  |
| 20. Política Empresarial e Industrial                              | Não são esperadas grandes dificuldades | 25/10/2012         | 28/11/2012            | 18/12/2013      | –                  |
| 21. Redes Transeuropeias                                           | São necessários mais esforços          | 22/04/2013         | 30/05/2013            | 22/06/2015      | –                  |
| 22. Política Regional e Coordenação dos Instrumentos Estruturais   | São necessários esforços consideráveis | 14/11/2012         | 18/12/2012            | 20/06/2017      | –                  |
| 23. Sistema Judiciário e Direitos Fundamentais                     | São necessários esforços consideráveis | 26/03/2012         | 31/05/2012            | 18/12/2013      | 26/06/2024         |
| 24. Justiça, Liberdade e Segurança                                 | São necessários esforços consideráveis | 28/03/2012         | 25/05/2012            | 18/12/2013      | 26/06/2024         |
| 25. Ciência e Investigação                                         | Não são esperadas grandes dificuldades | 24/09/2012         | 25/09/2012            | 18/12/2012      | 18/12/2012         |
| 26. Educação e Cultura                                             | Não são esperadas grandes dificuldades | 26/09/2012         | 16/11/2012            | 15/04/2013      | 15/04/2013         |
| 27. Ambiente                                                       | Totalmente incompatível com o acervo   | 04/02/2013         | 22/03/2013            | 10/12/2018      | –                  |
| 28. Consumidores e Proteção da Saúde                               | São necessários mais esforços          | 19/02/2013         | 16/04/2013            | 16/12/2014      | –                  |
| 29. União Aduaneira                                                | Não são esperadas grandes dificuldades | 23/05/2013         | 21/06/2013            | 16/12/2014      | –                  |
| 30. Relações Externas                                              | Não são esperadas grandes dificuldades | 14/05/2013         | 12/06/2013            | 30/03/2015      | 20/06/2017         |
| 31. Política Externa de Segurança e Defesa                         | Não são esperadas grandes dificuldades | 17/05/2013         | 27/06/2013            | 24/06/2014      | –                  |
| 32. Controlo Financeiro                                            | São necessários esforços consideráveis | 16/05/2013         | 19/06/2013            | 24/06/2014      | –                  |
| 33. Disposições Financeiras e Orçamentais                          | Não são esperadas grandes dificuldades | 15/05/2013         | 26/06/2013            | 16/12/2014      | –                  |
| 34. Instituições                                                   | Nada a adotar                          | –                  | –                     | –               | –                  |
| 35. Diversos                                                       | Nada a adotar                          | –                  | –                     | –               | –                  |
| Progresso                                                          |                                        | 33 de 33           | 33 de 33              | 33 de 33        | 5 de 33            |